# Restwelligkeit
Wenn eine Gleichspannung aus sinusförmiger Wechselspannung durch Gleichrichtung entstehen soll, so entsteht immer eine Mischspannung aus Gleich- und überlagerter Wechselspannung. Einfache Schaltungen zur Verminderung des Wechselanteils verwenden einen Glättungskondensator oder eine Glättungsdrossel, oft beides zusammen. Die Tatsache, dass trotz Glättung noch ein (dann meistens unerwünschter) Wechselspannungsanteil bestehen bleibt, wird mit Restwelligkeit bezeichnet. Auch geregelte Netzteile und Schaltnetzteile haben eine, wenn auch wesentlich geringere, Restwelligkeit.

## Definitionen

Durch Glättung entstehender welliger Spannungsverlauf (in rot) einer gleichgerichteten Wechselspannung (grau strichliert)

Die nachfolgenden Definitionen gelten in gleicher Weise für elektrische Spannung und Stromstärke. Zur Vereinfachung beschränkt sich dieser Text auf die Spannung.
Eine Mischgröße {\displaystyle u} setzt sich zusammen aus einem Gleichanteil und einem Wechselanteil
{\displaystyle u=U_{-}+u_{\sim }\ .}
Zur quantitativen Beschreibung des Wechselanteils gibt die hierzu maßgebliche Norm DIN 40110-1 („Wechselstromgrößen“; März 1994) drei Größenverhältnisse an:
- Schwingungsgehalt als Verhältnis Effektivwert des Wechselanteils {\displaystyle U_{\sim }} zu Effektivwert der gesamten Mischgröße {\displaystyle U}

{\displaystyle s_{u}={\frac {U_{\sim }}{U}}\ ,}
- Welligkeit als Verhältnis Effektivwert des Wechselanteils {\displaystyle U_{\sim }} zu Betrag des Gleichwertes {\displaystyle U_{-}}

{\displaystyle r_{u}={\frac {U_{\sim }}{|U_{-}|}}\ ,}
- Schwankungswelligkeit (Riffelfaktor) als Verhältnis Schwingungsbreite {\displaystyle U_{e}} oder Spitze-Tal-Wert {\displaystyle {\underset {{}^{\lor }}{\overset {{}_{\land }}{u}}}} (früher Spitze-Spitze-Wert {\displaystyle U_{ss}}) zu Betrag des Gleichwertes {\displaystyle U_{-}}

{\displaystyle q_{u}={\frac {\underset {{}^{\lor }}{\overset {{}_{\land }}{u}}}{|U_{-}|}}\ .}
Der Schwingungsgehalt kann Werte von 0 (bei Gleichspannung) bis 1 (Wechselspannung) bzw. 0 … 100 % annehmen. 
 Die Welligkeit und die Schwankungswelligkeit liegen im Bereich 0 (Gleichspannung) … ∞ (Wechselspannung). 
 Gelegentlich wird statt der Welligkeit {\displaystyle r_{u}} auch ihr logarithmisches Maß {\displaystyle \lg r_{u}\cdot 20{\text{ dB}}} angegeben.
Nicht in dieser Norm genannt wird die Restwelligkeit {\displaystyle \omega }. Sie wird definiert als
{\displaystyle \omega ={\sqrt {F^{2}-1}}\ .}
Darin ist der Formfaktor {\displaystyle F} das Verhältnis Effektivwert zu Gleichrichtwert
{\displaystyle F={\frac {U}{\,{\overline {|u|}}\,}}\ ,}
wobei im vorliegenden Zusammenhang (Spannung ohne Vorzeichenwechsel) Gleichrichtwert dasselbe ist wie Betrag des Gleichwertes. Mit {\displaystyle U^{2}={U_{-}}^{2}+{U_{\sim }}^{2}} stimmt nach elementarer Umrechnung die Definition der Restwelligkeit mit der oben gegebenen Definition der Welligkeit überein.
Als Kenngröße für die Restwelligkeit wird teilweise nur der Wechselanteil angegeben als Effektivwert {\displaystyle U_{\sim }} oder Spitze-Tal-Wert {\displaystyle {\underset {{}^{\lor }}{\overset {{}_{\land }}{u}}}}. Solche Angaben erfolgen in Millivolt oder Volt.